# Abdón Castro Tolay
Barrancas - Abdón Castro Tolay, fundada en octubre de 1919, es una localidad del departamento Cochinoca en la provincia de Jujuy, Argentina.
Su principal actividad es la cría de llamas y ovejas, pero también se destaca la actividad agropecuaria.
Por las salinas grandes se llega a Barracas, una localidad de enormes paredones naturales que conservan pinturas rupestres y petroglifos. La localidad, que lleva su nombre por un maestro que decidió trasladar una escuela primaria, actual escuela N.º 279, desde el Paraje de Colorado, a unos 6 km de distancia hasta el lugar actual del pueblo, está sobre la ruta provincial RP 75. La principal actividad de la localidad es la cría de ovejas y llamas y agricultura. Hay una hilandería de confección de prendas de llama y productos regionales, que reactivó un emprendimiento paralizado. Antes una cooperativa de artesanos proveía de frazadas a las escuelas de la Puna, proyecto que ahora regresa con la activa participación de familias de otras localidades jujeñas.
Posee escuela primaria N°279, colegio secundario N.º 13, sala de primeros auxilios, biblioteca popular y polideportivo cubierto, el Centro Vecinal se denomina Sargento Cabral, la plaza se denomina 9 de julio y el club deportivo cultural El Inca. En cuanto a la actividad religiosa, se encuentran una Iglesia Católica y otra Evangélica.

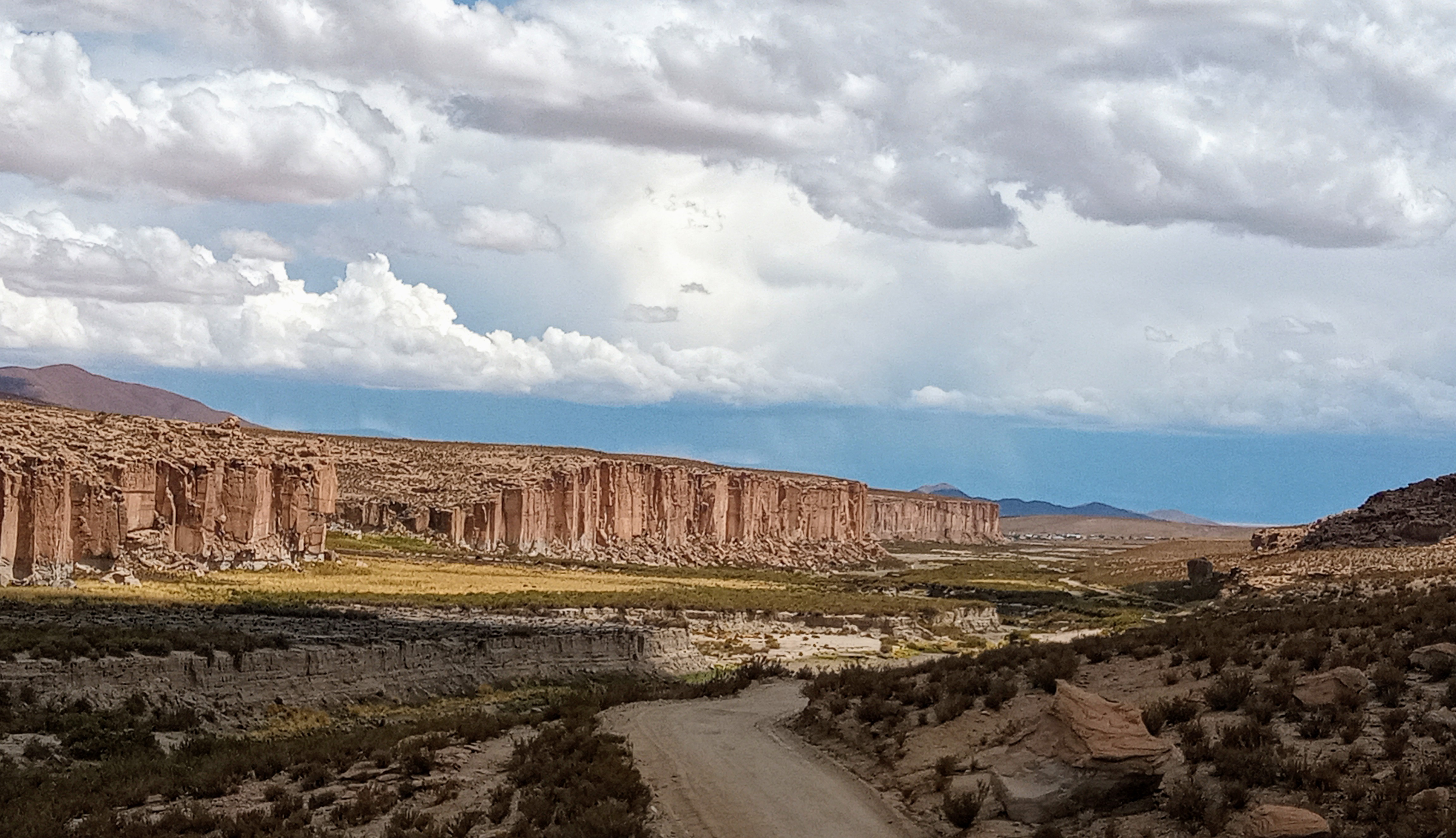
Llegando a Barrancas

## Historia

### Fundado
El lugar, donde se encuentra actualmente el pueblo ya estaba poblado antes de octubre de 1919, con no más de cinco casas que servían de asentamiento transitorio a otras tantas familias. Algunos kilómetros hacia el sur estaba el pueblo de Barrancas cuando el gobierno nacional dispone la creación en él de la escuela n.° 56 y con ella la designación como director a un maestro recién egresado: Abdón Castro Tolay (1899-1989)
Clima difícil con muy bajas temperaturas en invierno y fuertes vientos para un espacio precario en el que el sol gastaba la mitad de su tiempo para derretir el hielo de la noche. El suelo, sólo cubierto con escasas plantas de "paja brava" y la provisión de agua, distante. Los caminos eran escasos tantos como los escasos recursos para sobrevivir. El joven director buen observador de la geografía y de las carencias del lugar propuso a los pobladores el traslado del pueblo hacia el norte en un punto donde hubiera mayor protección ante un clima que anulaba las posibilidades de progreso. Se amojonó el lugar reservando puntos estratégicos para la iglesia, la plaza y la escuela. Se reconstruyeron las casas y se inició la construcción de la iglesia. Luego de aproximadamente dos años se inició el segundo proyecto, trasladar hacia el pueblo el agua desde la vertiente. Siguió luego la construcción de la escuela y una oficina pública. Mientras se sucedían los hechos algunos pobladores fallecieron y los continuaron sus descendientes. Ninguno de los pobladores cobró nada por sus esfuerzos. El maestro se jubiló en 1957 radicándose en Humahuaca. El gobierno nacional en una medida inédita dio su nombre al nuevo pueblo que desde ese momento dejó atrás su antiguo nombre: "Barrancas"
```
ESTA NOTA ES EXTRACTO DE UNA PUBLICADA EN JUNIO DEL AÑO 1968 Ó 1969 EN EL DIARIO LA NACIÓN POR EL PERIODISTA CARLOS A. MAZZUCHELLI

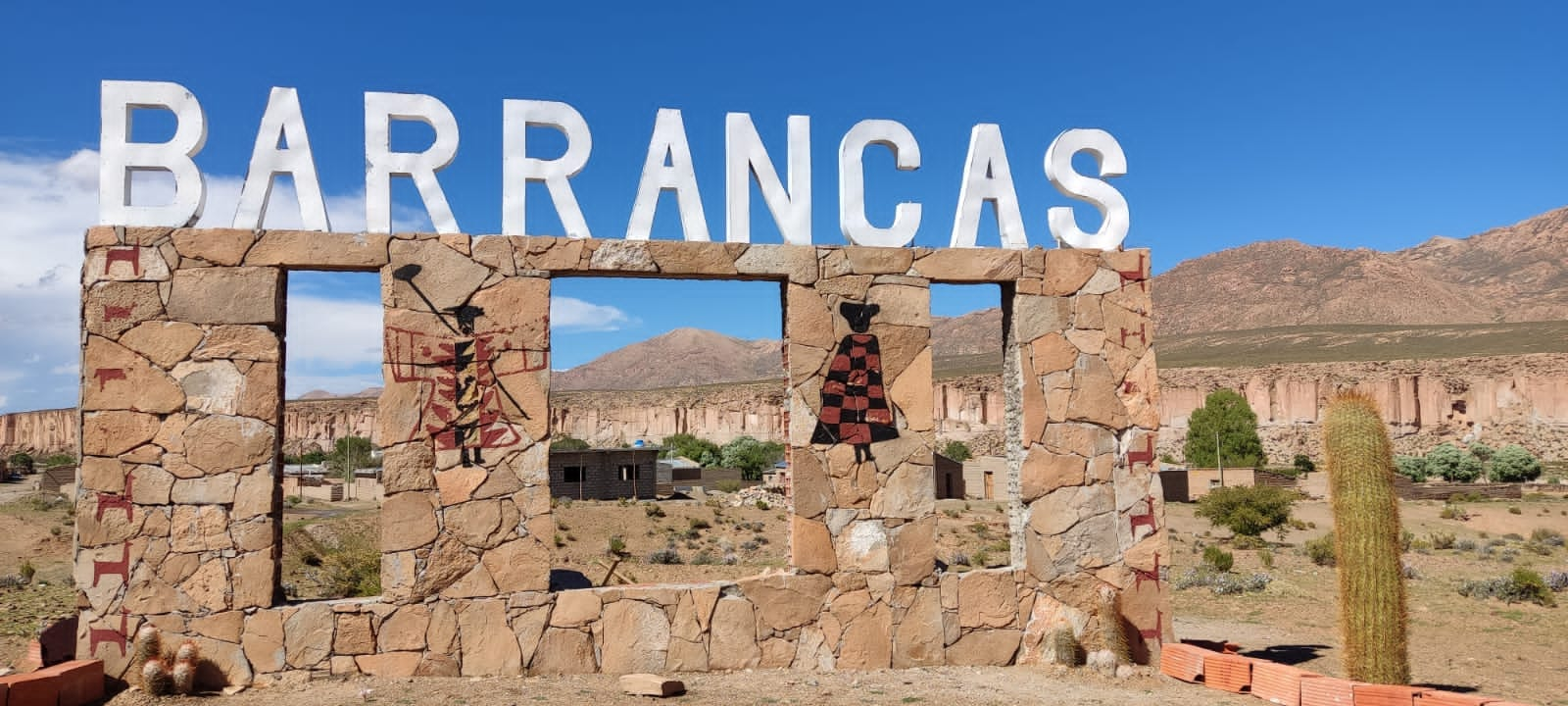

```

### Himno a Barrancas (Abdón Castro Tolay)
En mil nueve diez y nueve;
nació este pueblito leal,
al abrirse los cimientos
de la Escuela Nacional.
El primero de octubre,
el vecindario, anhelante
reunióse en campo razo
con entusiasmo pujante.
En esta pampa desierta
se trazaron los linderos
que marcaron al futuro
horizontes lisonjeros.
La labor de cinco meses
el esfuerzo coronó,
y el primero de marzo
la escuelita funcionó.
Hombres, mujeres y niños
viajaron a Colorados,
a traer en las espaldas
mesas, bancos y armarios.
Donde todo era silencio
se oyó el grito soberano,
bendita mil veces sea
la bandera de Belgrano.
Ya la senda está marcada
barranqueños adelante,
trabajad vuestras casitas
tesoneros y constantes.
Sin ser sordos al llamado
acudieron presurosos
a herir la tierra virgen
con la fuerza de sus brazos.
Y adobe tras adobe,
levantaron sus casitas
para dar caliente nido
a sus queridas guagüitas.
El progreso con su luz
de la noche hizo el día,
y este pueblo tan querido
hoy enseña su hidalguía.
Con la diestra por jalón
con la mirada en Dios
y a la sombra de la enseña
del progreso va en pos.
Viva la Patria Chica,
viva la religión!
viva la amada Bandera
símbolo de tradición.
```
Este himno fue compuesto por el Maestro Abdón Castro Tolay, en homenaje a la heroica acción de los pobladores de Barrancas.
```

## Geografía

### Demografía
- Población en 1991: 199 habitantes (INDEC)
- Población en 2001: 229 habitantes (INDEC), de los cuales el 51,10% son mujeres y el 48,90% son hombres.
- Población en 2011: 250 habitantes aproximadamente. Según el diario La Hora de Jujuy

### Sismicidad
La sismicidad del área de Jujuy es frecuente y de intensidad baja, y un silencio sísmico de terremotos medios a graves cada 40 años.
- Sismo de 1863: aunque dicha actividad geológica catastrófica, ocurre desde épocas prehistóricas, el terremoto del 4 de enero de 1863 (162 años),[3] señaló un hito importante dentro de la historia de eventos sísmicos jujeños, con 6,4 Richter. Pero nada cambió extremando cuidados o restringiendo códigos de construcción.[2]
- Sismo de 1948: el 25 de agosto de 1848 (176 años) con 7,0 Richter, el cual destruyó edificaciones y abrió numerosas grietas en inmensas zonas[3][2]
- Sismo de 2009: el 6 de noviembre de 2009 (15 años) con 5,6 Richter

## Paisaje de Barrancas
un paisaje montañoso y único  con picos que llegan a superar a los 4500 metros
*Piedra Mapa

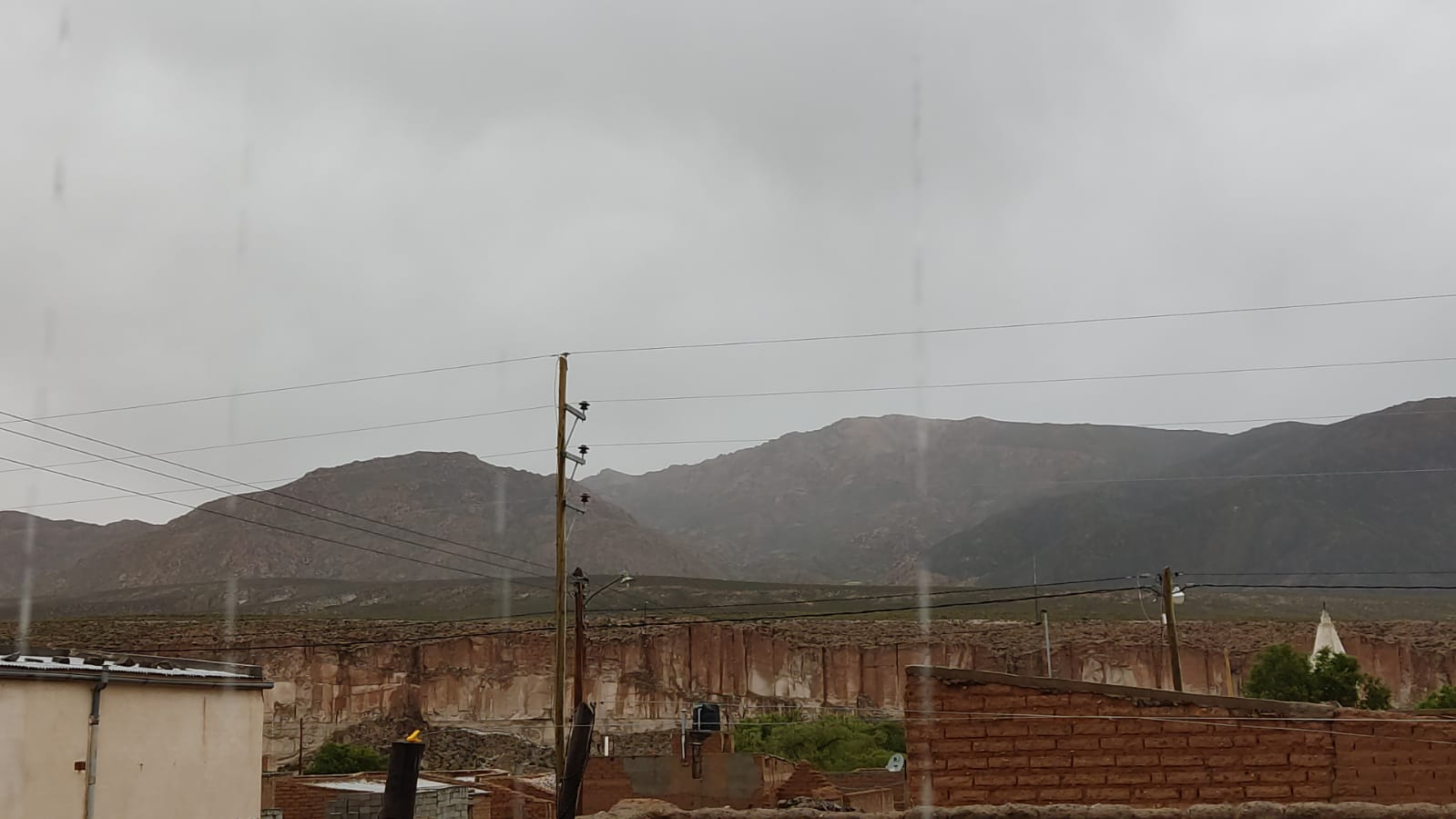

En Barrancas Abdon Castro Tolay se puede encontrar variedades de artes rupestres. En el año 2012, se inició el Proyecto Arqueológico Barrancas con el grupo de investigación de Arqueología del CONICET,la universidad  de Buenos Aires y VICAM.
El arte rupestre es una manifestación ideológica, porque los dibujos y grabados reflejan las ideas de los grupos que los hicieron. Estas materialidades que han dejado  los antiguos son muy variadas y se pueden clasificar en diferentes categorías. Los lugares donde los grupos humanos habitaron, que son los actuales sitios arqueológicos, pudieron ser verdaderos asentamientos o lugares donde se realizaban algunas actividades cotidiana. Las manifestaciones rupestres  nos cuentan  sobre  diferentes  aspectos de la vida de la y los antiguos habitantes de la región.

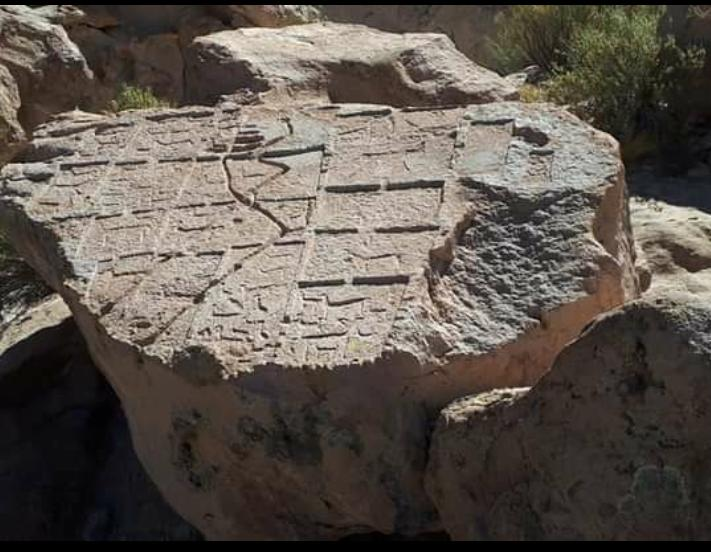

## Fiesta Patronal Nuestra Señora del Valle

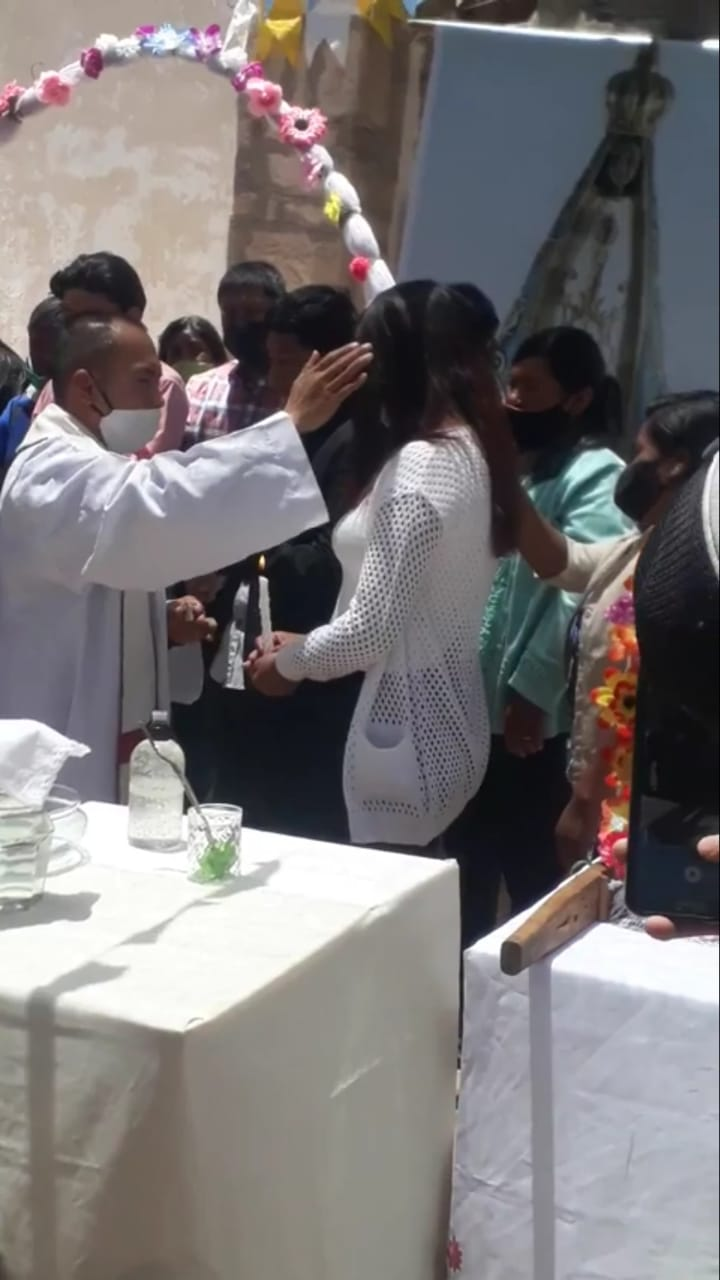

El Pueblo de Abdon Castro Tolay, más conocido como Barrancas, cuenta con una iglesia ubicada frente a la plaza 9 de julio. la misma fue construida aproximadamente en el año 1932 La capilla fue construida por Barconte Diego, una característica importante es que la misma fue construida conjuntamente con la comunidad. 
La fiesta patronal se celebra el 8 de diciembre,la cual se desarrolla durante una semana pero en la víspera comienzan las actividades con la llegada peregrinos de distintos lugares.

## Paraje  "Churcal
este paraje llamado Churcal es un lugar donde los habitantes de Barrancas peregrinan a dicho lugar para conmemorar  ala Virgen del Valle que es la patrona de Barrancas, de algunos habitantes de Barrancas nos comentaban que la peregrinación se realiza a ese lugar porque es  donde la virgen habitaba, todos los años días antes de la celebración que se realiza el 8 diciembre en Barrancas, le llevan ala virgen a su hogar que es Churcal y después le llevan  nuevamente a la capilla de Barrancas. El trayecto que realizan es de 4 km desde Barrancas al paraje.

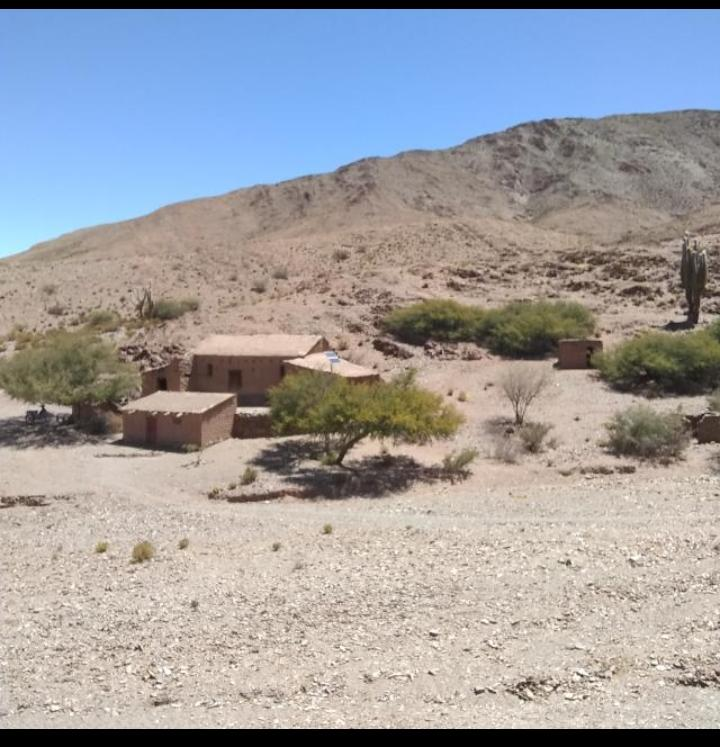

## Enlaces externos

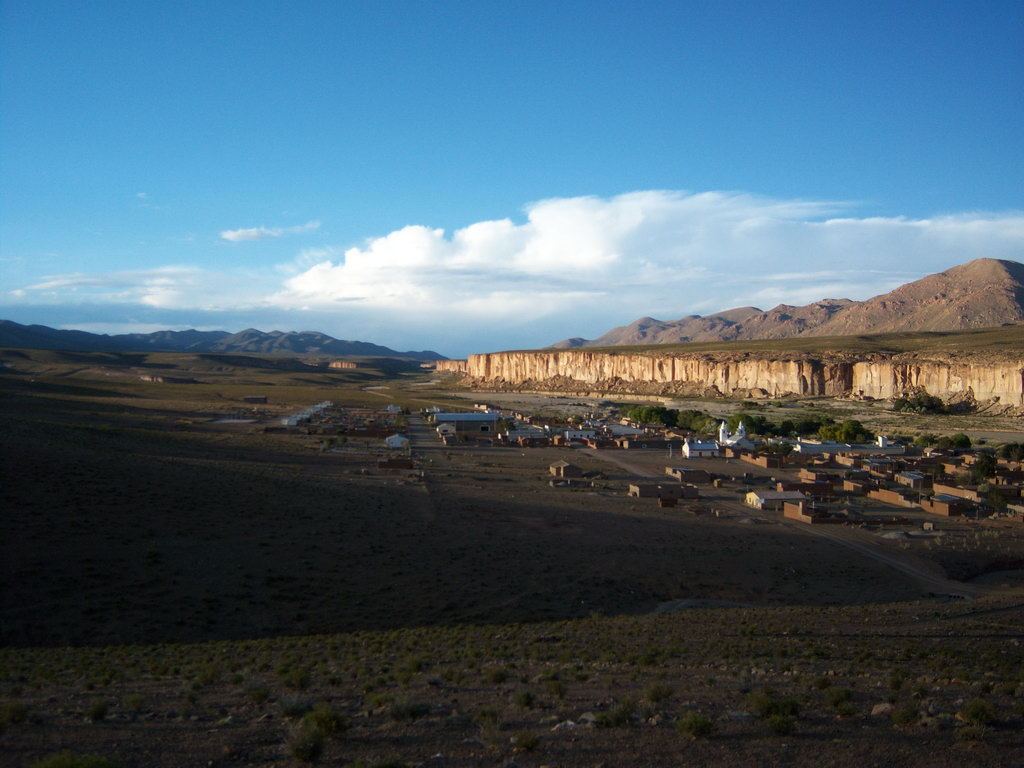
Vista del Pueblo de Abdón Castro Tolay
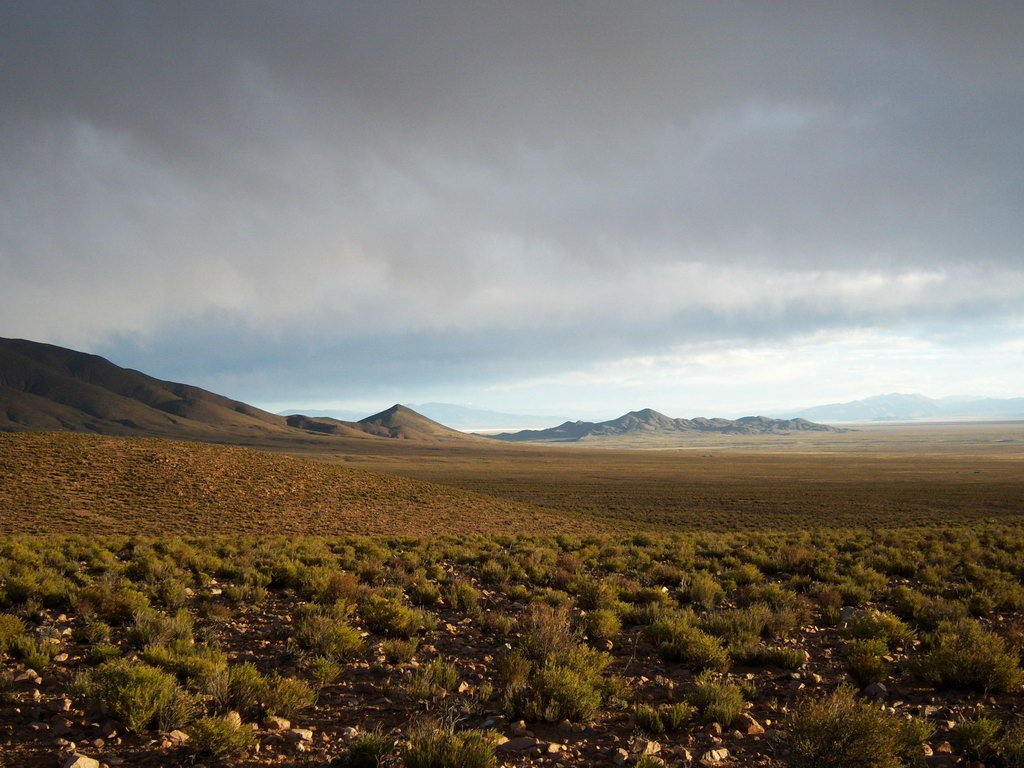
Vista de paisaje cercano al pueblo de Abdón Castro Tolay
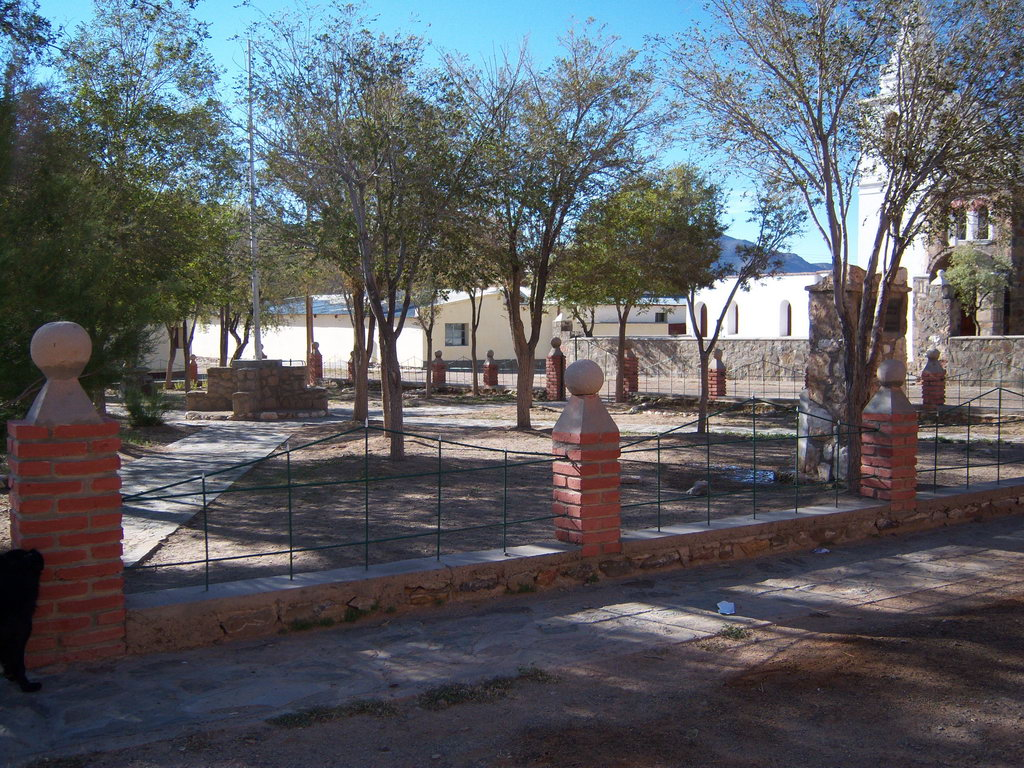
Plaza Central de Barrancas
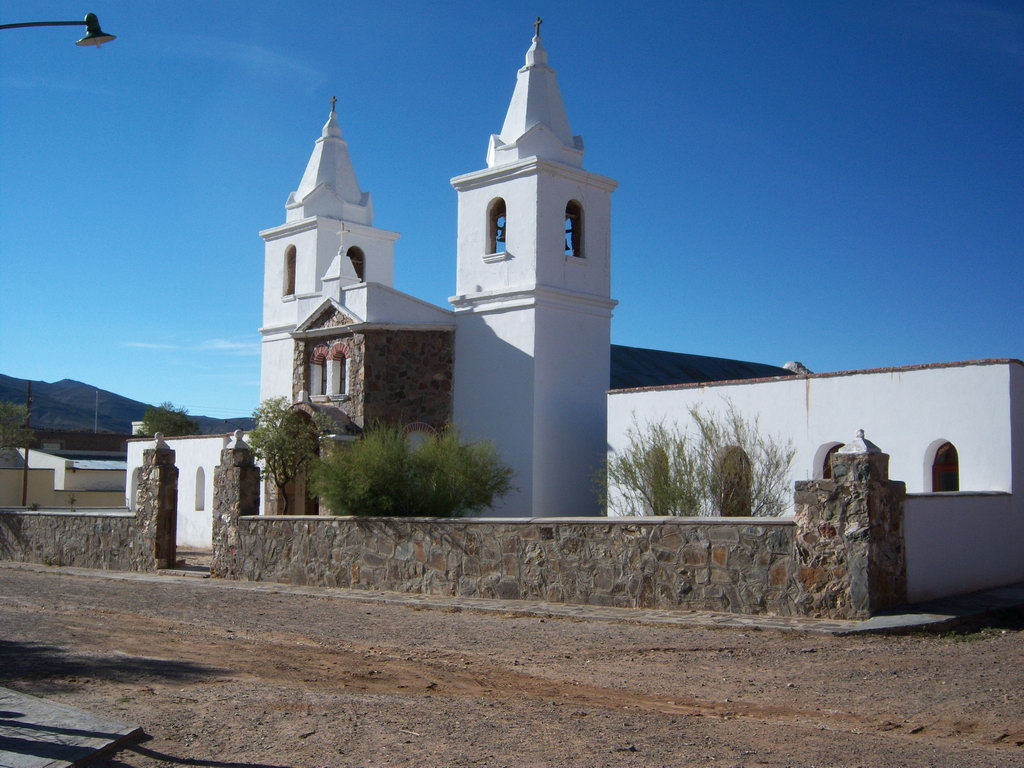
Frente de Iglesia en Barrancas
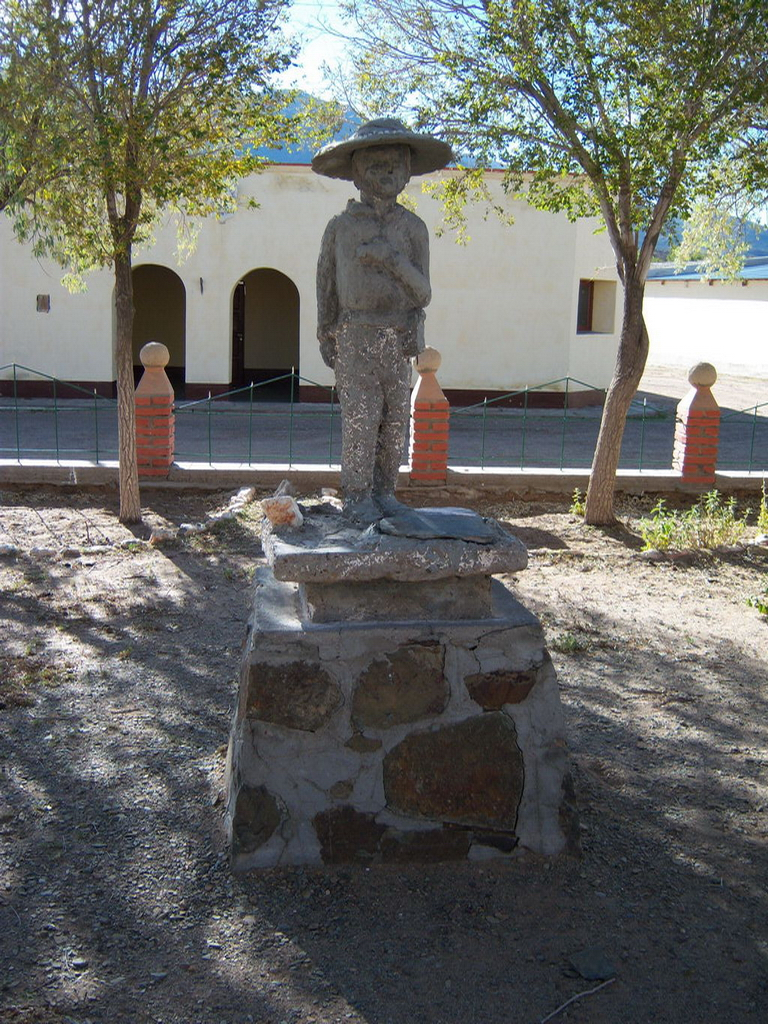
Estatua de niño en plaza de Barrancas
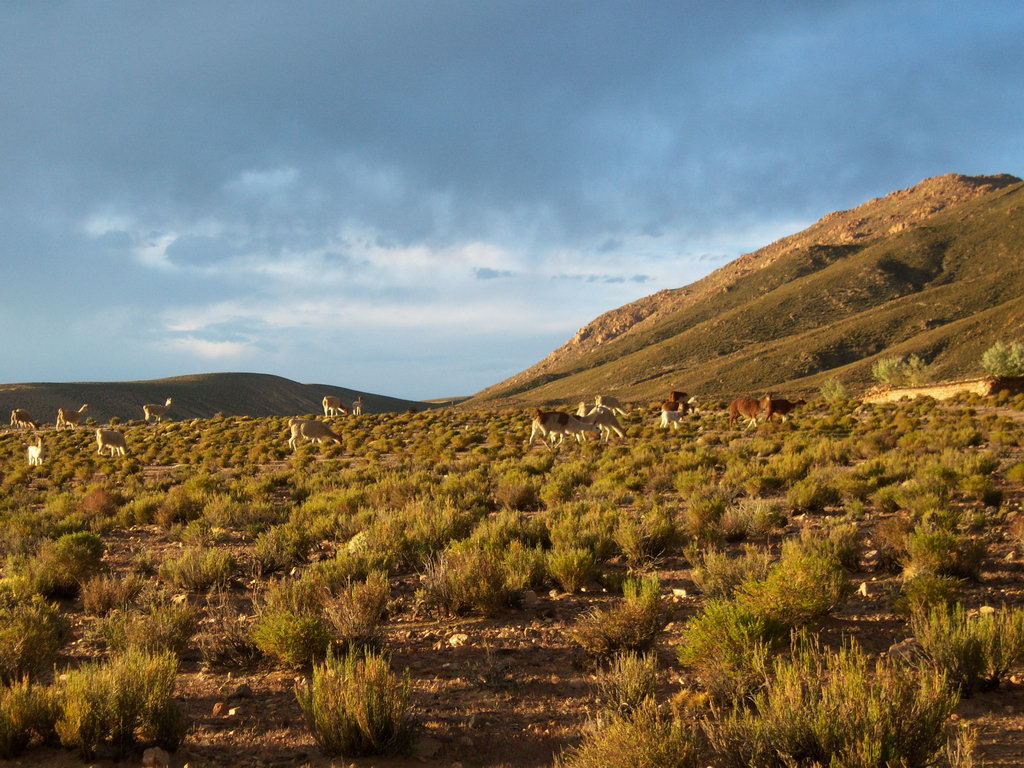
Paisaje cercano al pueblo de Barrancas